# Mutual Film
Mutual Film Corporation è stata una delle prime aziende statunitensi di produzione cinematografica e distribuzione cinematografica, oggi ricordata soprattutto per la produzione di alcune delle più famose commedie di Charlie Chaplin.
In soli 8 anni ha prodotto quasi un centinaio di film e ne ha distribuiti più di 4700 ma, ad eccezione dei film di Chaplin, la maggior parte delle pellicole sono andate perdute o rovinate irreversibilmente con il tempo.

## Storia
L'azienda fu fondata nella primavera del 1912 dai produttori Harry E. Aitken e John R. Freuler, con il supporto finanziario del banchiere Crawford Livingston.
In quegli anni soprattutto le commedie erano molto richieste, e una scelta fortunata dell'azienda fu il contratto con Charlie Chaplin, che produsse con l'azienda ben 34 film. Chaplin nel 1916 era l'attore più richiesto e pagato al mondo e il suo compenso con la Mutual Film era di 670000 $ annui.
Charlie Chaplin lasciò la compagnia nel 1919 per fondare la United Artists, insieme a Mary Pickford, David Wark Griffith e Douglas Fairbanks. In quell'anno la Mutual Film Corporation cessò la produzione di film e come molte altre società cinematografiche di quel periodo fu assorbita da aziende più grandi, in questo caso la Film Booking Offices of America (FBO), e successivamente la RKO Pictures.

## Filmografia

### 1913 / 1915
- The Grand Military Parade, regia di King Vidor – cortometraggio (1913)
- An Accidental Clue, regia di Albert W. Hale – cortometraggio (1913)
- The Cocoon and the Butterfly, regia di Sydney Ayres – cortometraggio (1914)
- The Life of General Villa, regia di Christy Cabanne e Raoul Walsh (1914)
- Sweet and Low, regia di Sydney Ayres – cortometraggio (1914)
- The Straw Man, regia di Chester M. Franklin e Sidney Franklin – cortometraggio 1915
- Love's Strategy – cortometraggio (1915)
- Just Like His Wife – cortometraggio (1915)
- The Deathlock, regia di Fred J. Butler (1915)

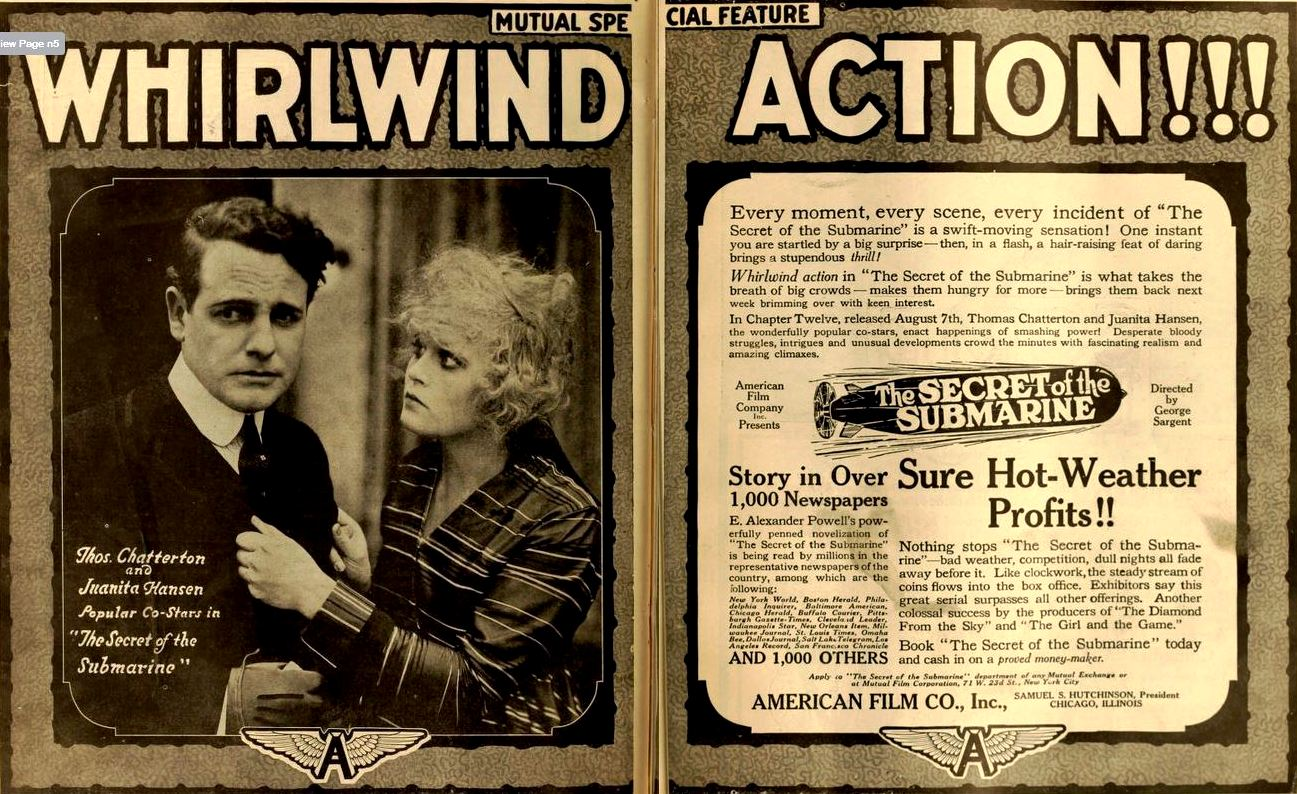

### 1916

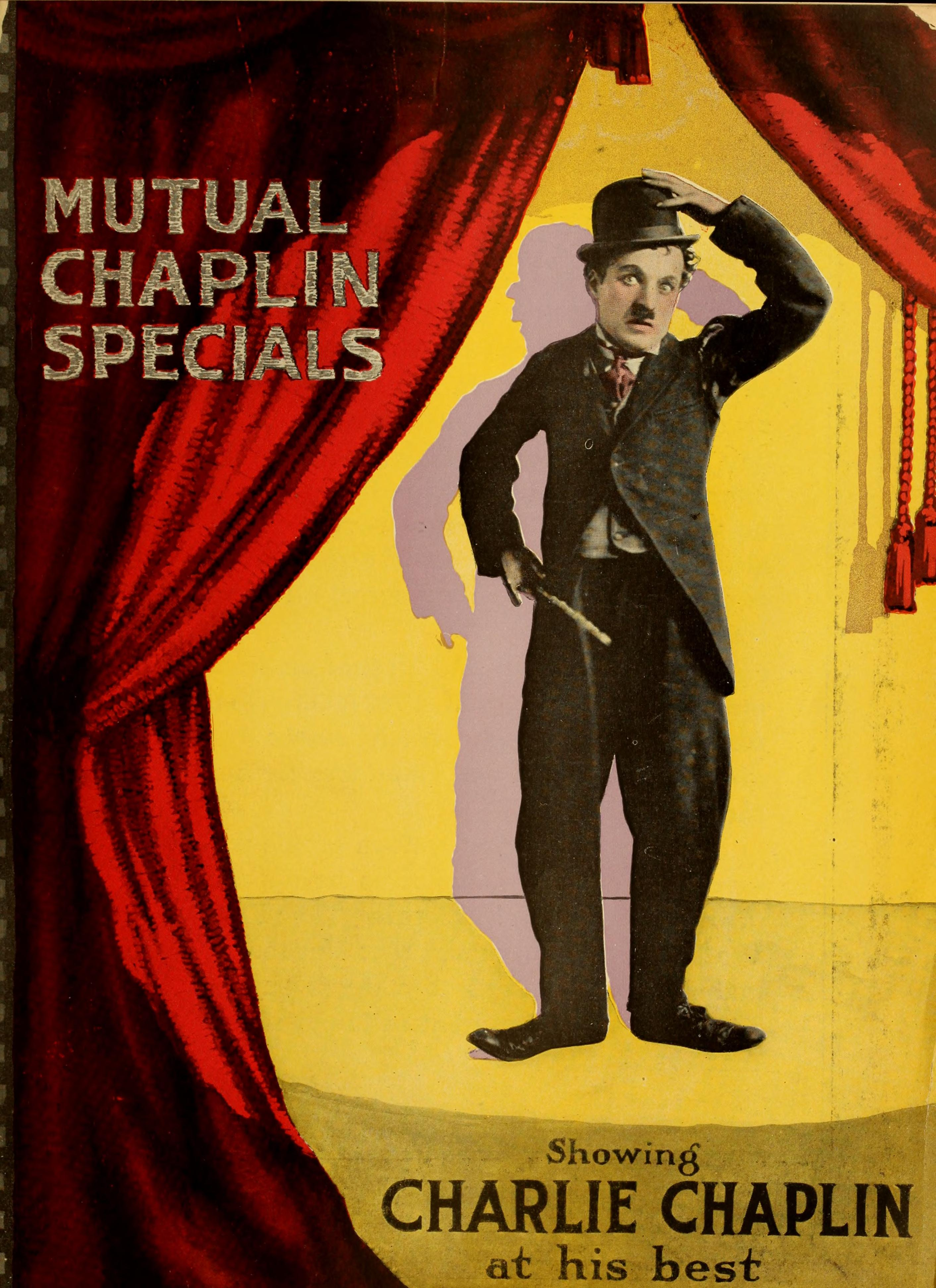
Locandina del 1916

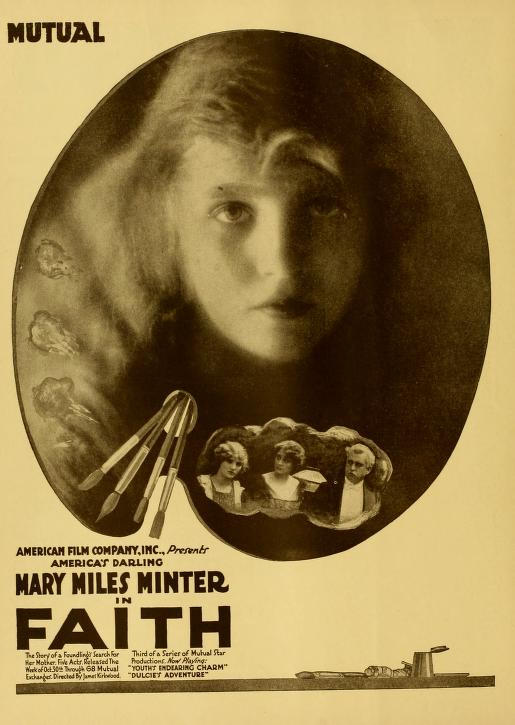

- Father and Son, regia di T. Hayes Hunter (1916)
- The Other Side of the Door, regia di Thomas Ricketts (1916)
- Johnny's Romeo, regia di Harry Palmer – cortometraggio (1916)
- The Folly of Fear – cortometraggio (1916)
- At Twelve O'Clock – cortometraggio (1916)
- The Turn of the Wheel, regia di Rupert Julian (1916)
- The False Clue, regia di Donald MacDonald – cortometraggio (1916)
- Within the Lines (1916)
- His Guardian Angel (1916)
- When the Tide Turned – cortometraggio (1916)
- Grouchy – cortometraggio (1916)
- His Uncle's Ward – cortometraggio (1916)
- Rehabilitated – cortometraggio (1916)
- Admirers Three – cortometraggio (1916)
- Gertie's Latest Love Affair – cortometraggio (1916)
- Mexican Intrigue – cortometraggio (1916)
- One Dollar, Please – cortometraggio (1916)
- Buddy's Christmas – cortometraggio (1916)
- The Elopement – cortometraggio (1916)
- Mated by Choice (1916) – cortometraggio
- Indiscretion – cortometraggio (1916)
- Every Lassie Has a Lover – cortometraggio (1916)
- Peter's Perfect Photoplay – cortometraggio (1916)
- The Ranch Exile – cortometraggio (1916)
- Grimsey, the Bellhop – cortometraggio (1916)

### 1917
- Pardners (1917)
- Rehabilitated (1917)

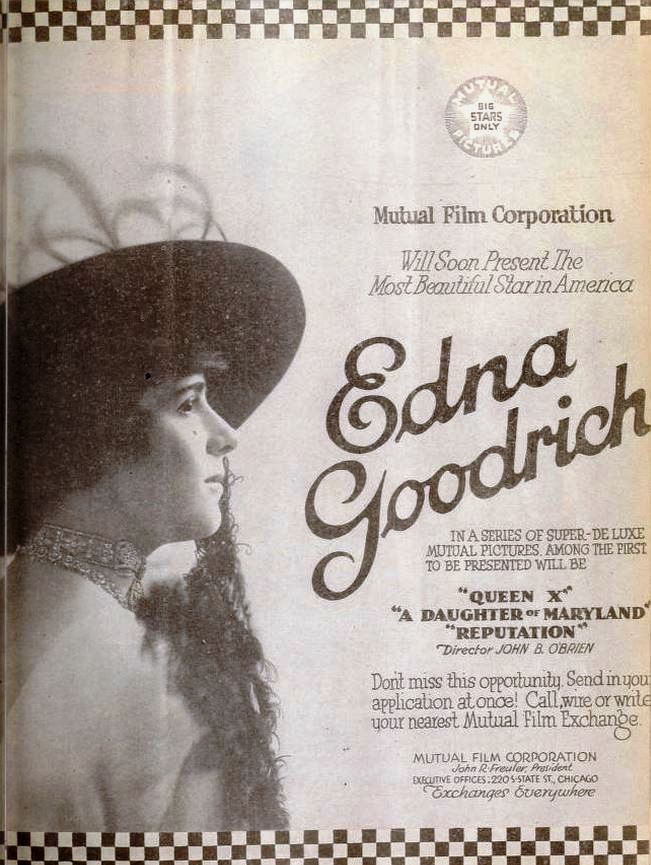
Queen X (1917)

- Queen X, regia di John B. O'Brien (1917)
- The Greater Woman, regia di Frank Powell (1917)
- The Wildcat, regia di Sherwood MacDonald (1917)
- Mary Moreland, regia di Frank Powell (1917)
- Bab the Fixer, regia di Sherwood MacDonald (1917)
- The Beautiful Adventure (1917)
- Please Help Emily (1917)
- The Serpent's Tooth (1917)
- Souls in Pawn, regia di Henry King (1917)
- Pangs of Jealousy (1917)
- The Girl Who Can Cook (1917)
- When Hands Are Idle (1917)
- The Honeymooners (1917)
- The Girl from Rector's, regia di Paul M. Potter (1917)
- The Railroad Raiders (1917)
- Daughter of Maryland, regia di John B. O'Brien (1917)
- American Maid, regia di Albert Capellani (1917)
- Her Second Husband, regia di Dell Henderson (1917)

### 1918
- Ann's Finish, regia di Lloyd Ingraham (1918)
- Who Loved Him Best?, regia di Dell Henderson (1918)
- The Screen Telegram, episodi da 1 a 50 (1918)
- Her Husband's Honor, regia di Burton L. King (1918)
- Treason, regia di Burton L. King (1918)